# بهرام دباغ
بهرام دباغ بازیکن حرفه‌ای فوتبال و هافبک باشگاه نفت است، وی متولد ۱۹۹۲ در آذرشهر می‌باشد. دباغ از جمله بازیکنان بومی وامید تیم تراکتورسازی وعضو تیم ملی زیر ۲۲ ساله‌های ایران نیز می‌باشد که در فصل۹۱-۹۲ به تیم فوتبال پیکان تهران پیوست و در اواخر سال 1392 به باشگاه فوتبال نفت تهران پیوست.